# Josine Müller
Josine Müller (geborene Ebsen; geboren 10. Oktober 1884 in Hamburg; gestorben 30. Dezember 1930 auf einer Schiffsreise zu den Kanarischen Inseln) war eine deutsche Ärztin und Psychoanalytikerin.

## Leben
Josine Ebsen wuchs als Kind des Hamburger Kaufmanns Hermann Ebsen auf. Ihre Mutter starb kurz nach ihrer Geburt. In Hamburg besuchte sie zunächst eine Höhere Töchterschule, dann das Realgymnasium, wo sie 1906 ihr Abitur machte. 1906 begann sie, gemeinsam mit ihrer Freundin Karen Horney, als eine der ersten Frauen in Deutschland ein Studium der Medizin an der Albert-Ludwigs-Universität Freiburg. 1912 promovierte sie bei Wilhelm His an der Friedrich-Wilhelms-Universität Berlin mit einer Schrift Ueber den Verlauf der Fett- resp. Esterspaltung im Blut.
Zunächst war sie als Ärztin in der Kinderabteilung der Heilanstalten Hohenlychen tätig. Sie entwickelte ein Interesse für die Psychoanalyse und begann 1912 eine Lehranalyse bei Karl Abraham. Von 1913 bis 1919 arbeitete sie als Assistenzärztin an dem Berliner Krankenhaus Friedrichshain. Von 1915 bis 1916 absolvierte sie eine neurologisch-psychiatrische Facharztausbildung an der Heil- und Pflegeanstalt Berolinum in Lankwitz.
Ihr Interesse an der Psychoanalyse teilte sie mit Carl Müller-Braunschweig, den sie 1913 heiratete. Die Ehe wurde 1925 geschieden.
Ab 1921 war sie Mitglied der Berliner Psychoanalytischen Vereinigung und spezialisierte sich am Berliner Psychoanalytischen Institut auf die analytische Behandlung von Kindern. Von 1923 bis 1926 absolvierte sie eine zweite eigene Analyse bei Hanns Sachs. Ab 1926 arbeitete sie als Nervenärztin in freier Praxis in Berlin-Wilmersdorf.

## Wirken und Rezeption
Josine Müller beteiligte sich an der Kritik der Psychoanalyse aus feministischer Perspektive und befasste sich u. a. mit Fragen der weiblichen Sexualität. In ihrem 1931 veröffentlichten Aufsatz konnte sie anhand ihrer Kinderbeobachtungen zeigen, dass Mädchen ein intuitives Wissen von der weiblichen Anatomie haben. Neben Karen Horney, auf die sie sich bezog, gehörte sie zu den ersten Psychoanalytikerinnen, die Freuds Konzeption einer „primären Männlichkeit“, durch die das Weibliche als minderwertig erscheint und erlebt wird (Penisneid), widersprach. Mit ihren Beobachtungen und deren Interpretationen leistete sie einen der ersten Beiträge zu einem neuen Geschlechterverständnis in der Psychoanalyse, bei dem die beiden Geschlechter als gleichwertige, einander ergänzende Pole in Erscheinung treten. Janine Chasseguet-Smirgel fasst Müllers Ideen zur weiblichen Sexualität neben anderen Sichtweisen in der Einleitung ihrer 1964 erschienenen Aufsatzsammlung La sexualité féminine: recherches psychanalytiques nouvelles kurz zusammen.
Josine Müller plante eine größere Arbeit mit dem Titel Die infantile Weiblichkeit im Narzißmus, die aufgrund ihres frühen Todes nicht fortgesetzt werden konnte. Sie starb während einer Schiffsreise zu den Kanarischen Inseln an einer Lungenentzündung.

## Schriften
- Josine Ebsen: Ueber den Verlauf der Fett- resp. Esterspaltung im Blut. Blanke, Berlin 1912 (Dissertation, Universität Berlin, 1912).
- Josine Müller: Früher Atheismus und Charakterfehlentwicklung. In: Internationale Zeitschrift für Psychoanalyse. Bd. 11 (1925), H. 4, S. 487 f. (Digitalisat).
- Josine Müller: Ein Beitrag zur Frage der Libidoentwicklung des Mädchens in der genitalen Phase (1925). In: Internationale Zeitschrift für Psychoanalyse. Bd. 17 (1931), S. 256–262 (Digitalisat). Englische Fassung in: Russel Grigg, Dominique Hecq und Craig Smith (Hrsg.): Female Sexuality. The Early Psychoanalytic Controversies. Karnac, London 2015 (Erstveröffentlichung 1999), S. 122–129 (eingeschränkte Vorschau in der Google-Buchsuche).